# Estadio de l'Abbé-Deschamps
El estadio de l'Abbé-Deschamps (en francés: Stade de l'Abbé-Deschamps, también llamado Stade Abbé-Deschamps) es un estadio de fútbol ubicado en la ciudad francesa de Auxerre, en Borgoña-Franco Condado. Es propiedad del AJ Auxerre, y tiene capacidad para 23 467 espectadores.

## Historia
Fue inaugurado el 13 de octubre de 1918, con el nombre de Stade de la Route de Vaux. Recibió su nombre actual tras el fallecimiento en 1949 de quien comprara los terrenos para su construcción, el presidente y fundador del AJ Auxerre, el abad Ernest-Théodore Deschamps.
En 1984 fue objeto de una remodelación. En 1994, las tribunas Vaux y Leclerc, ubicadas detrás de los arcos, fueron reemplazadas por construcciones más modernas.